# Sorrel Parisa Aroca Rodríguez
Sorrel Parisa Aroca Rodríguez (Orito, 1977) es una abogada y política colombiana, que se desempeñó como la primera mujer en ser Gobernadora del Departamento de Putumayo. 

## Biografía
Nacida en la población de Orito, entonces parte de la extinta Intendencia del Putumayo, es egresada de Derecho de la Universidad Libre. Así mismo, es especialista en Derecho Minero Energético de la Universidad Externado de Colombia.
Comenzó su carrera en el sector público como Secretaria de Gobierno de la Alcaldía de su población natal y luego como Secretaria de Despacho de la Gobernación de Putumayo. A esto le siguió su elección como Diputada a la Asamblea Departamental de Putumayo, organización que llegó a presidir en 2014. 
En las elecciones regionales de Colombia de 2015 fue candidata a la Gobernación de Putumayo en representación del Partido Alianza Verde, contando también con el apoyo del Partido Social de Unidad Nacional, el Partido Cambio Radical, Marcha Patriótica, Unión Patriótica, el Partido Polo Democrático y un sector del Partido Liberal. Destacó por ser la primera vez que una mujer se postulaba para gobernadora de Putumayo. En aquellos comicios resultó electa con 53.816 votos, equivalentes al 45,32% del total, derrotando al candidato oficialista Jorge Eliécer Coral Rivas, del Partido Conservador. Fue la primera mujer en ser gobernadora por voto popular de Putumayo.
Siendo gobernadora, fue destituida e inhabilitada por 11 años para ejercer cargos públicos por la Procuraduría General de la Nación, en noviembre de 2016, por supuestas irregularidades en un contrato de $20 millones de pesos que firmó siendo presidenta de la Asamblea Departamental. Fue reemplazada por algún tiempo por Óscar Darío Mallama Quetama como Gobernador encargado. Finalmente, Aroca pudo regresar al cargo y finalizar su mandato. 
También siendo gobernadora, ocurrió la Avalancha de Mocoa, que cobró la vida de 344 personas, y por la cual fue acusada por la Fiscalía General del delito de homicidio culposo por, supuestamente, "conocer el riesgo de amenaza, vulnerabilidad y riesgo inminente en el que se encontraba la población cercana a las cuencas hídricas y en consecuencia las altas probabilidades que existían de que una tragedia de esta magnitud se presentara en el municipio".